# علم المملكة المتحدة

العلم البحري

علم المملكة المتحدة المقترح والذي يتضمن تمثيل ويلز فيه

علم المملكة المتحدة لبريطانيا العظمى وأيرلندا الشمالية يعود لعام 1801 (عام اتحاد بريطانيا العظمى وأيرلندا الشمالية) مكون من صليب أحمر للقديس جورج (شفيع إنجلترا) محاط بإطار أبيض الذي يشكل صليب القديس باتريك (شفيع أيرلندا الشمالية). بالإضافة إلى صليب قطري بشكل إشارة إكس X الذي يكون صليب القديس أندرو (شفيع إسكتلندا).
يذكر أن ويلز لم تمثل في علم المملكة المتحدة الرسمي كما هو الحال مع باقي بلدان المملكة المتحدة (إنجلترا وإسكتلندا وأيرلندا الشمالية) لأن ملك إنجلترا إدوارد الأول اعتبرها عام 1282 جزءاً لا يتجزأ من مملكة إنجلترا آنذاك. وقد اقترح حاليا إضافة جزء في علم المملكة المتحدة يمثل ويلز لكن ذلك لم يُقابل بالتشجيع.

## مواصفات العلم
- طول العلم يساوي مرتين عرضه (هناك أعلام يساوي طولها مرة وثلثين عرضها)
- صليب القديس جرجس (جورج) رمز إنجلترا: شريطان أحمران بطول وعرض العلم وسمك كل منهما خمس عرض العلم
- يحيط بالصليب الأحمر صليب أبيض من شريطين بطول وعرض العلم سمك كل منهما ثلث عرض العلم
- صليب القديس أندراوس (أندرو) رمز اسكتلندا: شريطان أبيضان مائلان باتجاه زوايا العلم وسمك كل شريط خمس عرض العلم
- صليب القديس باتريك رمز أيرلندا: يقع داخل صليب القديس أندراوس وهو عبارة عن أربعة أشرطة حمراء مائلة باتجاه زوايا العلم سمك كل منها واحد على خمسة عشر من عرض العلم ويكون شريطان منهما ذوا طرف عمودي أعلى السارية وأسفل الجهة المقابلة بينما الشريطان الآخران ذوا طرف أفقي أسفل السارية وأعلى الجهة المقابلة

## ألوان العلم
- الأبيض
- الأحمر: بانتون 186C، ح خ ز 200 / 16 / 46، س م ص د 0 / 92 / 77 / 22، ست عشري C8102E
- الأزرق: بانتون 280C، ح خ ز 1 / 33 / 105، س م ص د 99 / 69 / 0 / 59، ست عشري 012169

- صلبان القديسين جورج وباتريك وأندرو: ترمز إلى الثالوث المقدس وفق العقيدة المسيحية الغربية.
  - صليب القديس جورج: يرمز إلى الأب (رمز للقوة والتضحية).
  - صليب القديس باتريك: يرمز إلى الروح القدس (رمز للوحدة والانطلاق).
  - صليب القديس أندرو: يرمز إلى الابن (رمز للتواضع والشهادة).

## مكونات العلم البريطاني

علم إنجلترا
علم مملكة أيرلندا
علم إسكتلندا

## أعلامبلدان المملكة المتحدة

علم إنجلترا (معقل حكومة المملكة المتحدة)
علم أيرلندا الشمالية
علم إسكتلندا
علم ويلز

## مشتقات من العلم البريطاني

الراية المدنية للمملكة المتحدة
الراية الحكومية للمملكة المتحدة
الراية البحرية للمملكة المتحدة
الراية الجوية المدنية للمملكة المتحدة
راية سلاح الجو للمملكة المتحدة

### أعلام مشتقة من مشتقات العلم البريطاني

علم أستراليا
علم نيوزيلندا
علم فيجي
علم توفالو
علم برمودا